# Акбулимський сільський округ
Акбули́мський сільський округ (каз. Ақбұлым ауылдық округі, рос. Акбулымский сельский округ) — адміністративна одиниця у складі Жамбильського району Жамбильської області Казахстану. Адміністративний центр та єдиний населений пункт — село Акбулим.
Населення — 3857 осіб (2021; 3084 у 2009, 3173 у 1999, 2464 у 1989).
Станом на 1989 рік існувала Ільїчівська сільська рада (село Ільїч, селище Талас). 1997 року округ був ліквідований та переданий до складу сусіднього Байзацького району, однак пізніше він був відновлений та повернутий до складу Жамбильського району. 2019 року було прийнято передати селище Талас до складу Байзацького району. Того ж року до складу сільського округу була включена територія площею 0,64 км² земель державного земельного фонду.